# Sofía de Mecklemburgo-Güstrow
Sofía de Mecklemburgo-Güstrow (Wismar, 4 de septiembre de 1557-Nykøbing Falster, 14 de octubre de 1631) fue una noble alemana y, por matrimonio, reina de Dinamarca y Noruega. Ella fue la madre del rey Cristián IV de Dinamarca. Fue regente de Schleswig-Holstein en 1590-1594.

## Primeros años
Era hija del duque Ulrico III de Mecklemburgo-Güstrow y la princesa Isabel de Dinamarca (hija del rey Federico I de Dinamarca y de Sofía de Pomerania). A través de su padre, nieto de Isabel de Oldemburgo, ella descendía del rey Juan I de Dinamarca. Al igual que Ulrico, tenía un gran amor por el conocimiento. Más tarde, ella sería conocida como una de las reinas más eruditas de la época.

## Matrimonio e hijos
Sofía se casó con su primo, Federico II de Dinamarca, a los catorce años, él tenía treinta y siete años. El matrimonio fue arreglado por el Consejo danés, quien deseaba que el rey se casara. El rey Federico se casó con ella después de haberle sido prohibido casarse con Ana de Hardenberg, la hija del Lord Canciller. A pesar de la diferencia de edad entre Sofía y Federico, el matrimonio se describió como armonioso. Sofía era una madre cariñosa, cuidando a sus hijos personalmente durante sus enfermedades. Debido a que su esposo era bien conocido por grandes comidas, consumo excesivo de alcohol y el comportamiento inquieto que incluía la infidelidad, envió a sus tres hijos mayores a vivir con sus padres en Güstrow en sus primeros años. Mostró un gran interés en la ciencia y visitó el astrónomo Tycho Brahe. Ella también estaba interesada en las antiguas canciones del folclore.
Ella demostró ser una casamentera diligente. Su hija, Ana de Dinamarca, se casaría con el rey Jacobo VI de Escocia y se convertiría en reina consorte en 1589. Ella organizó el matrimonio en contra de la voluntad del Consejo.
El 20 de julio de 1572, en Copenhague, se casó con Federico II de Dinamarca. Tuvieron ocho hijos, siete de los cuales vivieron hasta la edad adulta:
1. Isabel (25 de agosto de 1573-19 de junio de 1626), se casó en 1590 con el duque Enrique Julio de Brunswick-Luneburgo.
2. Ana (12 de diciembre de 1574-2 de marzo de 1619), se casó el 23 de noviembre de 1589 con el rey Jacobo VI de Escocia (más tarde Jacobo I de Inglaterra).
3. Cristián IV (12 de abril de 1577-28 de febrero de 1648), sucesor de su padre como rey de Dinamarca y Noruega.
4. Ulrico (30 de diciembre de 1578-Rühn, 27 de marzo de 1624), último obispo de la antigua sede de Schleswig (1602-1624), y como Ulrico II, administrador luterano del Principado-Obispado de Schwerin (1603-1624). Se casó con Lady Catalina Hahn-Hinrichshagen.
5. Juan Augusto (1579-1579), murió en la infancia.
6. Augusta (8 de abril de 1580-5 de febrero de 1639), se casó el 30 de agosto de 1596 con el duque Juan Adolfo de Holstein-Gottorp.
7. Eduviges (5 de agosto de 1581-26 de noviembre de 1641), se casó el 12 de septiembre de 1602 con el elector Cristián II de Sajonia.
8. Juan (9 de julio de 1583-28 de octubre de 1602).

## Regencia y últimos años
Sofía no tenía poder político durante la vida de su esposo. Cuando su hijo menor de edad se convirtió en el rey Cristián IV en 1588, se le dio cabida en el Consejo de Regencia en la propia Dinamarca. Desde 1590, sin embargo, actuó como regente de los ducados de Schleswig-Holstein para su hijo. Ella organizó un gran funeral por su esposo, arreglos para las dotes de sus hijas y para su propia asignación, todo de forma independiente y en contra de la voluntad del Consejo. Ella participó en una lucha de poder con los regentes de Dinamarca y con el Consejo de Estado, que había declarado a Cristián mayor de edad en 1593. Ella deseaba que los ducados se dividieran entre sus hijos más jóvenes, lo que provocó un conflicto. Sofía solo renunció a su cargo al año siguiente, 1594. Como tal, ella entró en conflicto con el gobierno, que la exilió al Castillo de Nyköping en la isla de Falster. Pasó su tiempo allí en el estudio de la química, la astronomía y otras ciencias. También renovó el castillo.
La reina viuda Sofía manejó sus fincas en Lolland-Falster tan bien que su hijo le pidió dinero prestado a ella en varias ocasiones por sus guerras. También participó en el comercio a gran escala y en el préstamo de dinero. Ella visitaba a menudo Mecklemburgo, y asistió a la boda de su hija en Dresde en 1602. En 1603 se vio envuelta en una disputa por la herencia de su tío, que permaneció sin resolver a su muerte en 1610. En 1608, logró suavizar el castigo de Rigborg Brockenhuus, y en 1628, fue una de las personas influyentes que impidieron a su hijo detener a la amante de su nieto, Ana Lykke, acusada de brujería. Sofía murió como la mujer más rica del norte de Europa a la edad de setenta y cuatro.